# Universidad Estatal de Mindanao
La Universidad Estatal de Mindanao (comúnmente conocida como MSU) es una institución de educación superior de investigación, mixta y estatal regional en la ciudad de Marawi, Filipinas. Fundado en 1961, es el campus más grande y emblemático del Sistema Universitario Estatal de Mindanao. 
MSU tiene distinciones como Centro Regional de Capacitación Científica, Centro Regional Carabao y uno de los Centros de Excelencia en Formación Docente y Centro de Desarrollo de Tecnología de la Información del país. La universidad tiene el mandato de integrar a los cristianos, moros y lumads de Mindanao. 

## Historia
La Universidad Estatal de Mindanao (MSU) se estableció el 1 de septiembre de 1961, mediante RA 1387, según enmendada. Fue una creación del difunto senador Domocao Alonto, como una de las respuestas del gobierno al llamado "Problema de Mindanao".
La misión original de la universidad se basaba en la instrucción, la investigación y la extensión. El Comité del Congreso de 1954 lo conceptualizó como un laboratorio social para la integración nacional.
El campus principal en la ciudad de Marawi, que comenzó con 282 estudiantes y 12 profesores en sus clases pioneras en 1962, ahora ha crecido hasta convertirse en un sistema universitario suprarregional de múltiples campus, que atiende a más de 69.000 estudiantes en todos los niveles con casi 3.100 profesores.
Es la única universidad encargada directamente por el gobierno de promover la causa de la unidad nacional y buscar activamente la integración a través de la educación.
Hoy en día, MSU tiene unidades en áreas que atraviesan las regiones de Mindanao. De una universidad de un solo campus en la ciudad de Marawi, MSU ha crecido hasta convertirse en una universidad de múltiples campus con ocho campus autónomos: MSU-Main en la ciudad de Marawi, MSU-IIT en la ciudad de Iligan, MSU-TCTO en Tawi-Tawi, MSU-Naawan en Misamis. Oriental, MSU-Maguindanao, MSU-General Santos, MSU-Sulu en Jolo y MSU Buug en Zamboanga Sibugay. 
Los mandatos de la universidad son:
- Realizar las funciones tradicionales de una universidad a saber: instrucción, investigación y servicio de extensión.
- Contribuir a acelerar el programa de integración entre los pueblos del sur de Filipinas, en particular los musulmanes y otras minorías culturales.
- Proporcionar mano de obra capacitada y conocimientos técnicos para el desarrollo económico de la región de Mindanao, Sulu y Palawan (MINSUPALA) en Bangsamoro.

El grupo inicial de estudiantes que se matriculó en la Universidad el 13 de junio de 1962 aprobó el examen de becas administrado por la Junta Nacional de Desarrollo Científico. Los 282 estudiantes de primer año se encontraban en el 5% superior de sus escuelas secundarias en la región de MINSUPALA en Bangsamoro. Sus profesores eran 12 profesores regulares filipinos y varios voluntarios del Cuerpo de Paz de EE. UU., el Servicio Voluntario Británico en el Extranjero, Voluntarios en Asia, la Fundación Ford, la Fundación Fulbright y otros. Los cursos de bachillerato fueron ofrecidos por las universidades pioneras: Artes Liberales, Educación y Desarrollo Comunitario, a las que se agregaron cuatro más en el siguiente año escolar 1964-1965: Agricultura, Pesca, Administración de Empresas e Ingeniería. En julio de 1969, se añadió la Facultad de Silvicultura.
Para satisfacer las crecientes demandas de la región, se crearon 16 universidades importantes que ofrecen 248 cursos.
El 10 de enero de 2001, tres instituciones supervisadas por CHED: Lanao Norte Agriculture College (LNAC), Lanao National College of Arts & Trade (LNCAT) y Maigo School of Arts and Trade (MSAT), se integraron al sistema MSU en virtud de Orden CHED No. 27 S. 2000 y Ley de la República No. 8760.
Las clases se suspendieron temporalmente debido a la Batalla de Marawi que comenzó en mayo de 2017. Algunos estudiantes, profesores y personal fueron evacuados a la cercana MSU-IIT en la ciudad de Iligan, mientras que otros regresaron a sus provincias durante el conflicto en curso. La escuela no pudo realizar clases de verano en el campus. Sin embargo, las clases regulares en el campus se reanudaron en agosto del mismo año después de una exitosa campaña "Balik MSU: Somombak Tano sa Pantaw a Mareg" para permitir que los profesores y estudiantes regresaran al campus en medio de la guerra en curso con la seguridad estrictamente monitoreada. La batalla en la ciudad terminó oficialmente a finales de octubre.
El 3 de diciembre de 2023 se produjo un atentado con bomba en el gimnasio Dimaporo durante una misa católica. Se confirmó la muerte de cuatro personas y al menos 40 resultaron heridas.  Las clases fueron suspendidas temporalmente hasta nuevo aviso;  Como resultado, los estudiantes, profesores y personal fueron repatriados a sus provincias de origen después del incidente.   El Estado Islámico se atribuyó la responsabilidad del ataque. 

## Facultades y escuelas
- Facultad de Agricultura (COA)
- Facultad de Administración de Empresas y Contabilidad (CBAA)
- Facultad de Educación (CED)
- Facultad de Ingeniería (COE)
- Colegio de Pesca (COF)
- Facultad de Estudios Forestales y Ambientales (CFES)
- Facultad de Ciencias de la Salud (CHS)
- Facultad de Gestión Hotelera y Turística (CHTM)
- Facultad de Ciencias de la Información y la Computación (CICS)
- Facultad de Derecho (COL): Tiene dos extensiones en Iligan City y General Santos City.
- Facultad de Medicina (COM) - en la ciudad de Iligan
- Facultad de Ciencias Naturales y Matemáticas (CNSM)
- Facultad de Asuntos Públicos (CPA)
- Facultad de Ciencias Sociales y Humanidades (CSSH)
- Facultad de Deportes, Educación Física y Recreación (CSPEAR)
- Instituto de Educación Científica - Escuela Secundaria de Ciencias (ISED-SHS)
- Escuela de Laboratorio Integrado (ILS)
- Centro Rey Faisal de Estudios Islámicos, Árabes y Asiáticos (KFCIAAS)
- Estudios de Posgrado (GS)
- Escuela secundaria superior

## Universidades autónomas
Bangsamoro
- Universidad Estatal de Mindanao - Maguindanao
- Universidad Estatal de Mindanao – Marawi
- Universidad Estatal de Mindanao - Sulu
- Colegio Nacional de Artes y Oficios de Lanao
- Facultad de Tecnología y Oceanografía Tawi-Tawi

Mindanao del Norte
- Universidad Estatal de Mindanao - Naawan
- Instituto Iligan de Tecnología
- Colegio Agrícola Lanao del Norte
- Escuela de Artes y Oficios de Maigo

Soccsksargen
- Universidad Estatal de Mindanao - Ciudad de General Santos

Península de Zamboanga
- Universidad Estatal de Mindanao - Buug